# ФК Мариупол
ФК Мариупол (на украински: Футбольний клуб „Маріуполь“) е украински професионален футболен клуб от град Мариупол.
Отборът се състезава в най-високото ниво на украинския клубен футбол.
Играе домакинските си мачове на стадион „Владимир Бойко“, който разполага с капацитет от 12 680 места.

## История
ФК „Мариупол“ е създаден през 1960 година, след обединението на два любителски отбора – „Авангард“ (Жданов, сега Мариупол) и „Шахтьор“ (село от градски тип Рутченково, сега предградие на Донецк). Новият клуб получава името „Азовстал“ заради главния металургически завод на града.
През лятото на 1995 година се обединява с отбора на „Динамо“ (Луганск).
От 2008 до 2015 години „Иличьовец“ играе седем сезона във висшата дивизия на украинския футбол. От 2014 година за отбора настъпват лоши времена. В крайното класиране на шампионата „Иличьовец“ заема 14-о, последно място, и отпада в Първа лига. След два сезона, през 2016/17, отборът се завръща в Премиер лигата, и три кръга преди края подпечатва оставането си в лигата. През юни 2017 година „Иличьовец“ е преименуван във ФК „Мариупол“. Това име е дадено след допитване в „Металург“ проведено на сайта на ФК „Мариупол“ и 0629.com.

## Предишни имена
| Години      | Име                   |
| ----------- | --------------------- |
| 1960 – 1966 | „Азовстал“ Азовсталь  |
| 1966 – 1971 | „Азовец“              |
| 1971 – 1974 | „Металург“ Металлург  |
| 1974 – 1976 | „Локомотив“           |
| 1976 – 1992 | „Новатор“             |
| 1992 – 1996 | „Азовец“              |
| 1996 – 2002 | „Металург“ Металлург  |
| 2002 – 2017 | „Иличьовец“ Ильичёвец |
| 2017 –      | „Мариупол“ Мариуполь  |

## Успехи
Украйна
- Украинска Премиер Лига:
  - 4-то място (3): 2000/01, 2005/06, 2018/2019.
- Купа на Украйна:
  - 1/2 финалист (3): 2000/01, 2005/06, 2017/18
- Първа лига:
  -  Победител (2): 2007/08, 2016/17
- Втора лига:
  -  Победител (1): 1995/96

 СССР
- Шампионат на Украинска ССР:
  -  Бронзов медалист (1): 1963
- Шампионат на Украинска ССР на физкултурните дружества:
  -  Шампион (2): 1974, 1991